# Новое (Погорельское сельское поселение)
Новое — деревня в Зубцовском районе Тверской области, входит в состав Погорельского сельского поселения.

## География
Деревня расположена на берегу реки Дёржа в 15 км на юго-восток от центра поселения села Погорелое Городище и в 38 км на юго-восток от районного центра Зубцова. 

## История
В конце XIX — начале XX века деревня Новая входила в состав Ивановской волости Зубцовского уезда Тверской губернии. В 1888 году в деревне было 60 дворов. 
С 1929 года деревня входила в состав Ивановского сельсовета Погорельского района Ржевского округа Западной области, с 1935 года — в составе Калининской области, с 1960 года — центр Новского сельсовета в составе Зубцовского района, с 1994 года — центр Новского сельского округа, с 2005 года — в составе Погорельского сельского поселения. 
В годы Советской власти в деревне располагалась центральная усадьба колхоза «Успех», до 2006 года в деревне работала Новская начальная школа.

## Население
| 1859 | 1888 | 1997 | 2002 | 2010 |
| ---- | ---- | ---- | ---- | ---- |
| 231  | ↗302 | ↘121 | ↘87  | ↘72  |

## Инфраструктура
В деревне имеются фельдшерско-акушерский пункт, отделение почтовой связи.